# Hermetia geniculata
Hermetia geniculata är en tvåvingeart som beskrevs av Macquart 1855. Hermetia geniculata ingår i släktet Hermetia och familjen vapenflugor. Inga underarter finns listade i Catalogue of Life.